# 日野重文
日野 重文（ひの しげふみ）は、日本のゲームクリエイター。任天堂所属。

## 経歴
情報開発本部所属。1990年発売の『スーパーマリオワールド』でヨッシーなどのデザインを手がけ、以降、主に『マリオシリーズ』などのキャラクターデザインやグラフィックデザインなどを担当。また、『ピクミン』シリーズではディレクターを務めている。

## 作品
- ファミリーコンピュータ
  - ヨッシーのクッキー（1992年11月21日）

- ゲームボーイ、ゲームボーイカラー
  - ヨッシーのクッキー（1992年11月21日）
  - ゼルダの伝説 夢を見る島（1993年6月6日）
  - ヨッシーのパネポン（1996年10月26日）
  - ゲームボーイギャラリー2（1997年9月27日）
  - ゲームボーイギャラリー3（1999年4月8日）

- スーパーファミコン
  - スーパーマリオワールド（1990年11月21日）[1]
  - スーパーマリオコレクション（1993年7月14日）
  - スーパーマリオ ヨッシーアイランド（1995年8月5日）[1]

- NINTENDO 64
  - スーパーマリオ64（1996年6月23日）
  - マリオカート64（1996年12月14日）
  - ヨッシーストーリー（1997年12月21日）
  - ポケモンスタジアム（1998年8月1日）
  - マリオパーティ（1998年12月18日）
  - ポケモンスタジアム2（1999年4月30日）

- ニンテンドー ゲームキューブ
  - ピクミン（2001年10月26日）
  - ピクミン2（2004年4月29日）

- ニンテンドーDS
  - New スーパーマリオブラザーズ（2006年5月25日）

- Wii
  - Wiiでやわらかあたま塾（2007年4月26日）
  - Wiiであそぶ ピクミン（2008年12月25日）
  - Wiiであそぶ ピクミン2（2009年3月12日）
  - New スーパーマリオブラザーズ Wii（2009年12月3日）

- Wii U
  - ピクミン3（2013年7月13日）
  - スーパーマリオメーカー（2015年9月10日）[2][1]